# Channa amphibeus
Channa amphibeus är en fiskart som först beskrevs av Mcclelland, 1845.  Channa amphibeus ingår i släktet Channa och familjen Channidae. IUCN kategoriserar arten globalt som livskraftig. Inga underarter finns listade i Catalogue of Life.